# Арена Комбетаре
Арена Комбетаре (алб. Arena Kombëtare) вишенаменски је фудбалски стадион у Тирани. Изграђена је на месту бившег стадиона Ћемаљ Стафа. Има капацитет од 22.500 места, што га чини највећим стадионом у Албанији.
У власништву је управног тела фудбала у Албанији, односно Фудбалског савеза Албаније и државе Албаније преко предузећа Shoqëria Sportive Kuq e Zi Sh.A, која је основана ради изградње, управљања и одржавања објекта. У мају 2022. стадион је био домаћин првог финала УЕФА Лиге конференције између Роме и Фејенорда.